# Thérèse Desqueyroux (pel·lícula de 1962)
Thérèse Desqueyroux és una pel·lícula dramàtica francesa del 1962 dirigida per Georges Franju, basada en la novel·la del mateix nom del 1927 de François Mauriac. Escrita per Franju, François Mauriac i Claude Mauriac, fou protagonitzada per Emmanuelle Riva i Philippe Noiret.

## Argument
Thérèse Desqueyroux viu en una mansió a Argelosa a les Landes, una regió del sud-oest de França, feliçment casada amb Bernard, un terratinent avorrit i pompós l'únic interès del qual és preservar el seu nom familiar i propietat. Les seves úniques comoditats són la seva afició pels boscos de pins dels voltants i la seva amistat amb la germanastra de Bernard, Anne. Quan Anne s'enamora de Jean Azevedo, un jove del barri, els seus pares demanen que intervingui Thérèse, ja que no és acceptable com a futur gendre a causa de la seva ascendència jueva. Com a resultat, Anne s'allunya de Thérèse.
El naixement de la seva filla augmenta l'alienació de Thérèse. La seva ment es torna a la medicació de la qual depèn Bernard. En augmentar secretament la dosi, precipita una crisi, però no resulta fatal. Després que les investigacions revelen que havia estat falsificant receptes, és detinguda. Desesperat per salvar la reputació familiar, el seu pare influent fa pressió i Bernard fa perjuri. Absolta, emprèn el viatge solitari de tornada a la finca de Bernard. Bernard la té tancada en una habitació on és atesa per les mestresses de casa mentre ell està fora de viatge de negocis.
Només li permeten cigarrets i vi però sense llibres, Thérèse s'esvaeix lentament. Quan és alliberada per assistir a una reunió familiar i conèixer el nou marit d'Anne, la gent està consternada per la seva aparença malaltissa. El preocupat Bernard accepta deixar-la viure lliurement a París amb un subsidi, amb la condició que torni per a esdeveniments familiars com la seva parella. Preguntada per Bernard pels motius de l'enverinament, no pot donar-li cap explicació satisfactòria.

## Repartiment
- Emmanuelle Riva com a Thérèse Desqueyroux
- Philippe Noiret com a Bernard Desqueyroux
- Édith Scob com a Anne de la Trave
- Sami Frey com a Jean Azevedo
- Renée Devillers com a Madame de la Trave
- Richard Saint-Bris com a Héctor de la Trave
- Jeanne Pérez com a Balionte
- Hélène Dieudonné com a tia Clara
- Jean-Jacques Rémy com a especialista
- Lucien Nat com a Monsieur Larroque, el pare de Thérèse
- Jacques Monod com a mestre Duros

## Producció
La pel·lícula, que va traslladar l'escenari temporal de la novel·la des dels anys vint fins als anys seixanta, però va mantenir la ubicació del sud-oest de França, es va rodar a Franstudio, Paris Studio Cinéma i a les comunes de Vasats, Vilandraut i Usèsta. L'adaptació de Franju es va mantenir gairebé a prop de la font literària, amb l'excepció d'ometre qualsevol de les referències de la novel·la al catolicisme o a la culpa per part de Teresa, ja que Franju va donar suport a la lluita del seu protagonista per la llibertat. Per la mateixa raó, va rebutjar la possibilitat d'una seqüela de la història, a part de Mauriac, que va fer castigar Thérèse a la seva novel·la de 1935 La fin de la nuit.

## Estrena
Thérèse Desqueyroux va representar França a la 23a Mostra Internacional de Cinema de Venècia de 1962, on es va projectar el 4 de setembre,es va estrenar als cinemes francesos el 21 de setembre del mateix any. La reacció de la premsa francesa, inclòs els Cahiers du Cinéma, va ser gairebé unànimement positiva. Només M. Ranchal de Positif va expressar que li desagradava la pel·lícula, ja que no complia les seves expectatives d'una pel·lícula de Franju.

## Premis
Copa Volpi per la millor interpretació femenina per Emmanuelle Riva a la 23a Mostra Internacional de Cinema de Venècia de 1962

## Banda sonora
El febrer de 2005, el segell discogràfic de la banda sonora francesa Play Time va publicar la música de pel·lícula de Maurice Jarre en disc compacte, juntament amb altres partitures que Jarre havia compost per a pel·lícules de Franju.